# GFDL v1.1
Figyelem!
Ez a szöveg az eredeti angol változat fordítása. Mivel nem jogászok által készített hiteles fordítás, jogi szempontból csak az eredeti, angol nyelvű licenc a mérvadó.
Lásd még: GFDL

## GNU Szabad Dokumentációs Licenc
Ez az 1.1 változat magyar szövege, azonban a Wikipédia az 1.2-es változat vagy annál újabb alapján licencel. Az eredeti 1.2 változat a http://www.gnu.org/copyleft/fdl.html, a különbség pedig a http://www.gnu.org/licenses/fdl-1.2-diff.txt címen található. Az 1.2-es változat magyar fordítása a A GNU Szabad Dokumentációs Licenc szövege szócikkben olvasható.
1.1 verzió, 2000. március
Copyright (C) 2000 Free Software Foundation, Inc.
59 Temple Place, Suite 330, Boston, MA 02111-1307 USA
Jelen licenc szó szerinti sokszorosítása és terjesztése bárki
számára megengedett, változtatni rajta ugyanakkor nem lehet.

### 0. Előszó
Jelen licenc célja egy olyan kézikönyv, tankönyv, vagy effajta írott dokumentum megalkotása, mely a szó szoros értelmében „szabad”: annak érdekében, hogy mindenkinek biztosítsa a szöveg sokszorosításának és terjesztésének teljes szabadságát, módosításokkal, vagy anélkül, akár kereskedelmi, akár nem-kereskedelmi úton. Másfelől, e licenc megőrzi a szerző, vagy kiadó munkája elismeréséhez fűződő jogát, s egyúttal mentesíti őt a mások által beiktatott módosítások következményei alól.
Jelen licenc egyfajta „etalonnak” tekinthető, ami nem jelent mást, mint hogy a dokumentumból származtatott munkák maguk is szabad minősítést kell, hogy kapjanak. E dokumentum egyben a GNU Általános Felhasználói licenc kiegészítőjeként is szolgál, mely egy a szabad szoftverekre vonatkozó etalon licenc.
E licencet a szabad szoftverek kézikönyveiben való használatra alkottuk, hiszen a szabad szoftver egyben szabad dokumentációt is igényel: egy szabad programot olyan kézikönyvvel kell ellátni, mely ugyanazon szabadságokat biztosítja, mint maga a program. Jelen licenc, mindazonáltal, nem korlátozódik pusztán kézikönyvekre; feltételei tetszőleges tárgykörű írott dokumentumra alkalmazhatók, függetlenül attól, hogy az könyvformában valaha megjelent-e. Mindamellett e licencet főként olyan munkákhoz ajánljuk, melyek elsődleges célja az útmutatás, vagy a tájékoztatás.

### 1. Alkalmazhatóság és definíciók
E licenc minden olyan kézikönyvre, vagy más jellegű munkára vonatkozik, melyen megtalálható a szerzői jogtulajdonos által feltüntetett figyelmeztetés, miszerint a dokumentum terjesztése jelen licenc feltételei alapján lehetséges. A „Dokumentum” alább bármely ilyen jellegű kézikönyvre, vagy egyéb munkára vonatkozik. A lakosság minden tagja potenciális licenctulajdonosnak tekinthető, és mindegyikük megszólítása egyaránt „ön”.
A Dokumentum „Módosított Változata” bármely olyan munkára vonatkozik, mely tartalmazza a Dokumentumot, vagy annak elemeit akár szó szerint, akár módosításokkal, és/vagy más nyelvre lefordítva.
A „Másodlagos Szakasz” egy egyedi névvel bíró függelék, esetleg a Dokumentum egy megelőző szakasza, mely kizárólag a kiadóknak, vagy az alkotóknak a Dokumentum átfogó tárgyköréhez (vagy kapcsolódó témákhoz) fűződő viszonyáról szól, és nem tartalmaz semmi olyat, ami közvetlenül ezen átfogó témakör alá eshet. (Ha például a Dokumentum részben egy matematika tankönyv, úgy a Másodlagos Szakaszban nincs lehetőség matematikai tárgyú magyarázatokra). A fenti kapcsolat tárgya lehet a témakörrel, vagy a kapcsolódó témákkal való történelmi viszony, illetve az azokra vonatkozó jogi, kereskedelmi, filozófiai, etikai, vagy politikai felfogás.
A „Nem Változtatható Szakaszok” olyan speciális Másodlagos Szakasznak számítanak, melyek ilyetén való meghatározását az a közlemény tartalmazza, miszerint a Dokumentum jelen licenc hatálya alatt lett kiadva.
A „Borítószövegek” olyan rövid szövegrészek, melyek Címlap-szövegként, illetve Hátlap-szövegként kerülnek felsorolásra abban a közleményben, miszerint a Dokumentum jelen licenc hatálya alatt lett kiadva.
A Dokumentum „Átlátszó” példánya olyan géppel-olvasható változatot jelöl, mely a nyilvánosság számára hozzáférhető formátumban kerül terjesztésre, továbbá melynek tartalma szokványos szövegszerkesztő-programokkal, illetve (pixelekből álló képek esetén) szokványos képmegjelenítő-programokkal, vagy (rajzok esetén) általánosan hozzáférhető rajprogramok segítségével azonnal és közvetlenül megtekinthető, vagy módosítható; továbbá olyan formátumban mely alkalmas a szövegszerkesztőkbe való bevitelre, vagy a szövegszerkesztők által kezelt formátumokba való automatikus átalakításra. Egy olyan, egyébként Átlátszó formátumban készült példány, melynek markupja úgy lett kialakítva, hogy megakadályozza, vagy eltántorítsa az olvasókat minden további módosítástól, nem tekinthető Átlátszónak. A nem „Átlátszó” példányok az „Átlátszatlan” megnevezést kapják.
Az Átlátszóság kritériumainak megfelelő formátumok között megtalálható például a markup nélküli egyszerű ASCII, a Texinfo beviteli formátum, a LaTeX beviteli formátum, az SGML vagy az XML egy általánosan hozzáférhető DTD használatával, és a standardnak megfelelő, emberi módosításra tervezett egyszerű HTML. Az Átlátszatlan formátumok közé sorolható a PostScript, a PDF, a szabadalmaztatott és csak fizetős szövegszerkesztőkkel olvasható formátumok, az olyan SGML vagy XML, melyhez a szükséges DTD és/vagy egyéb feldolgozó eszközök nem általánosan hozzáférhetők, és az olyan gépileg-generált HTML formátum, melyet egyes szövegszerkesztők hoznak létre, kizárólag kiviteli célra.
Egy nyomtatott könyv esetében a „Címlap” magát a címlapot, illetve bármely azt kiegészítő további oldalt jelöl, amely a jelen licencben definiált címlap-tartalmak közzétételéhez szükséges. Az olyan formátumú munkáknál, melyek nem rendelkeznek effajta címlappal, a „Címlap” a munka címéhez legközelebb eső, ám a szöveg törzsét megelőző szövegrészeket jelöli.

### 2. Szó szerinti sokszorosítás
Önnek lehetősége van a dokumentum kereskedelmi, vagy nem-kereskedelmi jellegű sokszorosítására és terjesztésére, bármely médiumon keresztül, feltéve, hogy jelen licenc, a szerzői jogi figyelmeztetés, továbbá a Dokumentumot jelen licenc hatálya alá rendelő közlemény minden példányban egyaránt megjelenik, és hogy e feltételeken kívül semmi mást nem tesz hozzá a szöveghez. Nem alkothat olyan technikai korlátokat, melyek megakadályozhatják, vagy szabályozhatják az ön által terjesztett példányok elolvasását, vagy sokszorosítását. Mindazonáltal elfogadhat bizonyos összeget a másolatok fejében. Amennyiben az ön által terjesztett példányok száma meghalad egy bizonyos mennyiséget, úgy a 3. szakasz feltételeinek is eleget kell tennie.
A fenti kritériumok alapján kölcsönbe adhat egyes példányokat, de akár nyilvánosan is közzéteheti a szöveget.

### 3. Sokszorosítás nagyobb mennyiségben
Amennyiben 100-nál több nyomtatott változatot tesz közzé a Dokumentumból, és annak licence feltételül szabja a Borítószövegek meglétét, úgy minden egyes példányt köteles ellátni olyan borítólapokkal, melyeken a következő Borítószövegek tisztán és olvashatóan fel vannak tüntetve: Címlap-szövegek a címlapon, illetve Hátlap-szövegek a hátlapon. Mindkét borítólapra egyértelműen és olvashatóan rá kell vezetnie a kiadó, vagyis jelen esetben az ön nevét. A címlapon a Dokumentum teljes címének jól láthatóan, továbbá minden egyes szónak azonos szedésben kell megjelennie. Ezen felül, belátása szerint, további részleteket is hozzáadhat a borítólapokhoz. Amennyiben az esetleges módosítások kizárólag a borítólapokat érintik, és feltéve, hogy a Dokumentum címe változatlan marad, továbbá a borítólapok megfelelnek minden egyéb követelménynek, úgy a sokszorosítás ettől eltekintve szó szerinti reprodukciónak minősül.
Abban az esetben, ha a borítólapok bármelyikén megkövetelt szövegrészek túl hosszúnak bizonyulnának az olvasható közzétételhez, úgy csak az elsőként felsoroltakat kell feltüntetnie (amennyi józan belátás szerint elfér) a tényleges borítón, a továbbiak pedig átkerülhetnek a következő oldalakra.
Amennyiben 100-nál több Átlátszatlan példányt tesz közzé, vagy terjeszt a Dokumentumból, úgy köteles vagy egy géppel-olvasható Átlátszó példányt mellékelni minden egyes Átlátszatlan példányhoz, vagy leírni minden egyes Átlátszatlan példányban egy a módosítatlan Átlátszó példányt tartalmazó nyilvános hozzáférésű számítógép-hálózat elérhetőségét, ahonnan bárki, anonim módon, térítésmentesen letöltheti azt, egy közismert hálózati protokoll használatával. Ha az utóbbi lehetőséget választja, köteles gondoskodni arról, hogy attól a naptól kezdve, amikor az utolsó Átlátszatlan példány is terjesztésre került (akár közvetlenül ön által, akár kiskereskedelmi forgalomban), a fenti helyen közzétett Átlátszó példány még legalább egy évig hozzáférhető legyen a felhasználók számára.
Megkérjük, ámde nem kötelezzük önt arra, hogy minden esetben, amikor nagyobb példányszámú terjesztésbe kezd, már jóval ezt megelőzően lépjen kapcsolatba a Dokumentum szerzőivel, annak érdekében, hogy megkaphassa tőlük a Dokumentum esetleges felújított változatát.

### 4. Módosítás
Önnek lehetősége van a Dokumentum Módosított Változatának sokszorosítására és terjesztésére a 2. és 3. szakaszok fenti rendelkezései alapján, feltéve, hogy a Módosított Változatot kizárólag jelen licenc feltételeivel összhangban teszi közzé, ahol a Módosított Változat a Dokumentum szerepét tölti be, ezáltal lehetőséget biztosítva annak terjesztésére és módosítására bárkinek, aki csak hozzájut egy példányához. Mindezen felül, a Módosított Változat az alábbi követelményeknek is meg kell, hogy feleljen:
1. A Címlapon (és ha van, a borítókon) tüntessen fel egy a Dokumentumétól, illetve bármely korábbi változatétól eltérő címet (melyeknek, ha vannak, a Dokumentum Előzmények szakaszában kell szerepelniük). Egy korábbi változat címét csak akkor használhatja, ha annak szerzője engedélyezte azt.
2. A Címlapon szerzőkként sorolja fel a Módosított Változatban elvégzett változtatásokért felelős személyeket, vagy entitásokat, továbbá a Dokumentum fő szerzői közül legkevesebb ötöt (vagy mindet, ha nincsenek öten).
3. A Címlapon a Módosított Változat közzétételéért felelős személyt tüntesse fel kiadóként.
4. A Dokumentum összes szerzői jogi figyelmeztetését hagyja érintetlenül.
5. Saját módosításaira vonatkozóan is tegyen közzé egy szerzői jogi megjegyzést, a többi ilyen jellegű figyelmeztetés mellett.
6. Rögtön a szerzői jogi figyelmeztetéseket követően tüntessen fel egy közleményt, az alábbi Függelék mintájára, melyben engedélyezi a Módosított Változat felhasználását jelen licenc feltételei alapján.
7. A fenti közleményben hagyja érintetlenül a Nem Változtatható Szakaszok és a szükséges Borítószövegek jelen Dokumentum licencében előírt teljes listáját.
8. Mellékelje jelen licenc egy eredeti példányát.
9. Az „Előzmények” szakaszt, illetve annak címét szintén hagyja érintetlenül, emellett adjon hozzá egy új elemet, amely minimálisan tartalmazza a Módosított Változat címét, kiadási évét, továbbá az új szerzők, illetve a kiadó nevét, a Címlapon láthatókhoz hasonlóan. Amennyiben a Dokumentum nem tartalmaz semmiféle „Előzmények” elnevezésű szakaszt, úgy hozzon létre egyet, mely tartalmazza a Dokumentum címét, kiadási évét, továbbá a szerzők, illetve a kiadó nevét, a Címlapon láthatókhoz hasonlóan; majd ezt követően adjon hozzá egy új, a Módosított Változatra vonatkozó elemet, a fentiekkel összhangban.
10. Ne tegyen változtatásokat a Dokumentumban megadott Átlátszó példány nyilvános hálózati elérhetőségét (ha van ilyen) illetően, vagy hasonlóképp, a Dokumentum alapjául szolgáló korábbi változatok hálózati helyére vonatkozóan. Ezek az „Előzmények” szakaszban is szerepelhetnek. Csak abban az esetben hagyhatja el egyes korábbi változatok hálózati elérhetőségét, ha azok legkevesebb négy évvel a Dokumentum előtt készültek, vagy ha maga az alkotó engedélyezi azt.
11. Bármely „Köszönetnyilvánítás”, vagy „Ajánlások” szakasz címét hagyja érintetlenül, továbbá gondoskodjon arról, hogy azok tartalma és hangvétele az egyes hozzájárulókat, és/vagy az ajánlásokat illetően változatlan maradjon.
12. A Dokumentum összes Nem Változtatható Szakaszát hagyja érintetlenül, úgy címüket, mint tartalmukat illetően. A szakaszok számozása, vagy bármely azzal egyenértékű jelölés nem tartozik a szakaszcímek közé.
13. Töröljön minden „Jóváhagyás” elnevezésű szakaszt. Effajta szakaszok nem képezhetik részét a Módosított Változatnak.
14. Ne nevezzen át semmilyen létező szakaszt „Jóváhagyás”-ra, vagy olyasmire, mely címében a Nem Változtatható Szakaszokkal ütközhet.

Ha a Módosított Változat új megelőző szakaszokat tartalmaz, vagy olyan függelékeket, melyek Másodlagos Szakasznak minősülnek, ám nem tartalmaznak a Dokumentumból származó anyagot, abban az esetben, belátása szerint, e szakaszok némelyikét, vagy akár az összeset nem változtathatóként sorolhatja be. Ehhez nem kell mást tennie, mint felsorolni a szóban forgó címeket a Módosított Változat licencének Nem Változtatható Szakaszok listájában. E címeknek határozottan el kell különülnie minden egyéb szakaszcímtől.
„Jóváhagyás” elnevezésű szakaszt csak akkor adhat a Dokumentumhoz, ha az kizárólag a Módosított Változatra utaló megjegyzéseket tartalmaz – például mások recenzióira vonatkozóan, vagy hogy egy szervezet a szöveget egy standard mérvadó definíciójaként ismerte el.
Címlap-szöveg gyanánt egy legfeljebb öt szóból álló szövegrészt adhat meg, a Hátlap-szöveg esetén pedig 25 szót fűzhet a Módosított Változat Borítószövegeinek végéhez. Bármely entitás csak és kizárólag egy Címlap- és egy Hátlap-szövegrészt adhat (akár közvetítőn keresztül) a Dokumentumhoz. Ha a dokumentum már eleve rendelkezik Borítószöveggel, akár azért, mert azt korábban ön adta hozzá, vagy mert valaki más önön keresztül gondoskodott erről, abban az esetben nincs lehetőség újabb Borítószöveg hozzáadására; a régit mindazonáltal lecserélheti, abban az esetben, ha annak kiadója egyértelműen engedélyezi azt.
A Dokumentum szerzője/i és kiadója/i jelen licenc alapján nem teszik lehetővé nevük nyilvános felhasználását egyetlen Módosított Változat támogatása, vagy támogatottsága érdekében sem.

### 5. Kombinált dokumentumok
Önnek lehetősége van a Dokumentum egyéb, e licenc hatálya alatt kiadott dokumentumokkal való kombinálására a 4. szakasz módosított változatokra vonatkozó rendelkezései alapján, feltéve, hogy a kombináció módosítás nélkül tartalmazza az eredeti dokumentumok összes Nem Változtatható Szakaszát, és hogy azok mind Nem Változtatható Szakaszként kerülnek felsorolásra a kombinált munka licencében.
A kombinált munkának jelen licenc mindössze egy példányát kell tartalmaznia, az egymással átfedésben lévő Nem Változtatható Szakaszok pedig kiválthatók egy összegzett példánnyal. Amennyiben több Nem Változtatható Szakasz szerepelne ugyanazon címmel, ám eltérő tartalommal, úgy alakítsa át minden egyes szakasz címét olyan módon, hogy mögéírja zárójelben az eredeti szerző és kiadó nevét (ha ismeri), vagy egy egyedi sorszámot. Ha szükséges, a Nem Változtatható Szakaszok címeivel is végezze el a fenti módosításokat a kombinált munka licencében.
A kombinált munkában az eredeti dokumentumok összes „Előzmények” elnevezésű szakaszát össze kell olvasztania, miáltal egy összefüggő „Előzmények” szakasz jön létre; hasonlóképp kell eljárnia a „Köszönetnyilvánítás”, illetve az „Ajánlások” szakaszok tekintetében. Ugyanakkor minden „Jóváhagyás” elnevezésű szakaszt törölnie kell.

### 6. Dokumentumgyűjtemények
Önnek lehetősége van a Dokumentumból, illetve bármely egyéb, e licenc hatálya alatt kiadott dokumentumból gyűjteményt létrehozni, és az egyes dokumentumokban található licenceket egyetlen példánnyal kiváltani, feltéve, hogy a gyűjteményben szereplő összes dokumentum esetén minden más tekintetben követi jelen licenc feltételeit, azok szó szerinti sokszorosítására vonatkozóan.
Tetszése szerint ki is emelhet egy meghatározott dokumentumot a gyűjteményből, továbbá terjesztheti azt jelen licenc feltételei alapján, feltéve, hogy a szóban forgó dokumentumhoz mellékeli e licenc egy példányát, és minden egyéb tekintetben betartja jelen licenc előírásait a dokumentum szó szerinti sokszorosítására vonatkozóan.

### 7. Összefűzés független munkákkal
A Dokumentum és annak származékainak különálló, vagy független dokumentumokkal, illetve munkákkal való összefűzése egy közös tárolási, vagy terjesztési egységen, egészében nem tekinthető a Dokumentum Módosított Változatának, feltéve, hogy az összefűzés nem lesz szerzői jogvédett. Az effajta összefűzés eredményeként „összegzés” jön létre, ám jelen licenc nem érvényes az abban a Dokumentummal együtt szereplő önálló munkákra, hacsak azok nem a Dokumentum származékai.
Amennyiben a 3. szakasz Borítószövegekre vonatkozó rendelkezései alkalmazhatók a Dokumentum e példányaira, és a Dokumentum a teljes összegzésnek kevesebb, mint egynegyedét teszi ki, úgy a Dokumentum Borítószövegeit olyan módon is el lehet helyezni, hogy azok csak magát a Dokumentumot fogják át. Minden más esetben a teljes összegzés borítólapjain kell feltüntetni a fenti szövegeket.

### 8. Fordítás
A fordítás egyfajta módosításnak tekinthető, így hát a Dokumentum lefordított példányai a 4. szakasz rendelkezései alapján terjeszthetők. A Nem Változtatható Szakaszok lefordítása külön engedélyt igényel a szerzői jogtulajdonostól, mindazonáltal közzéteheti a lefordított változatokat is abban az esetben, ha az eredeti Nem Változtatható Szakaszokat is belefoglalja a munkába. E licenc lefordítására ugyanezek a feltételek érvényesek, vagyis a lefordított változat csak akkor jelenhet meg, ha mellette ott van az eredeti, angol nyelvű licenc szövege is. Amennyiben eltérés mutatkozna az eredeti változat, illetve a fordítás között, úgy a licenc angol nyelvű eredetije tekintendő mérvadónak.

### 9. Megszűnés
A jelen licencben egyértelműen kijelölt kereteken kívül tilos a Dokumentum bárminemű sokszorosítása, módosítása, allicencelése, vagy terjesztése. Minden ezzel szembeni sokszorosítási, módosítási, allicencelési, vagy terjesztési kísérlet a jelen licencben meghatározott jogok automatikus megszűnését vonja maga után. Azok a felek, ugyanakkor, akik önön keresztül jutottak másolathoz, vagy jogosultságokhoz, nem veszítik el azokat, amíg maradéktalanul betartják e licenc előírásait.

### 10. Jelen licenc jövőbeni javításai
Megtörténhet, hogy a Szabad Szoftver Alapítvány időről időre felülvizsgált és/vagy új verziókat bocsát ki a GNU Szabad Dokumentációs Licencből. E verziók szellemisége hasonló lesz jelen változatéhoz, ám részleteikben eltérhetnek, új problémák, új aggályok felmerülése okán. Vö.: http://www.gnu.org/copyleft/
A licenc minden változata egyedi verziószámmal van ellátva. Ha a Dokumentum jelen licenc egy konkrét, számozott verziójára, „vagy bármely újabb verzióra” hivatkozik, úgy önnek a szóban forgó változat, vagy bármely újabb a Szabad Szoftver Alapítvány által (nem vázlatként) publikált verzió feltételeinek követésére lehetősége van. Ha a Dokumentum nem ad meg semmilyen verziószámot, úgy bármely a Szabad Szoftver Alapítvány által valaha (nem vázlatként) publikált változat megfelel.

### Függelék: a licenc alkalmazása saját dokumentumaira
Ha e licencet egy ön által írt dokumentumban kívánja használni, akkor mellékelje hozzá a licenc egy példányát, továbbá vezesse rá az alábbi szerzői jogi és licenc közleményeket, rögtön a címlapot követően:
Copyright (C) év Az ÖN neve.
E közlemény felhatalmazást ad önnek jelen dokumentum sokszorosítására, terjesztésére és/vagy módosítására a Szabad Szoftver Alapítvány által kiadott GNU Szabad Dokumentációs Licenc 1.1-es, vagy bármely azt követő verziójának feltételei alapján. A Nem Változtatható Szakaszok neve sorolja fel a címüket, a Címlap-szövegek neve LISTA, a Hátlap-szövegek neve pedig LISTA. E licenc egy példányát a „GNU Szabad Dokumentációs Licenc” elnevezésű szakasz alatt találja.
Ha a szövegben nincsenek Nem Változtatható Szakaszok, úgy írjon „nincs Nem Változtatható Szakasz”-t, ahelyett, hogy egyenként felsorolná azokat. Ha nincsenek Címlap-szövegek, akkor írjon „nincs Címlap-szöveg”-et, ahelyett, hogy „a Címlap-szövegek neve lista”, és hasonlóképp járjon el a Hátlap-szövegek esetében is.
Amennyiben a dokumentum haladó programkód-példákat is tartalmaz, úgy azt javasoljuk, hogy e példákat egy választása szerinti szabad szoftver licenc alatt közölje – mint például a GNU Általános Felhasználói licenc –, hogy lehetővé tegye a kódok szabad szoftverekben való alkalmazását.

### Eredeti változat
- http://www.gnu.org/copyleft/fdl.html
- a GNU FDL v1.2 újdonságainak magyar összefoglalása pillanatnyilag készül